# George Grossmith, Jr.
George Grossmith, Jr. (11 de mayo de 1874 – 6 de junio de 1935) fue un actor, productor y director teatral, compositor y dramaturgo británico, recordado principalmente por su trabajo en las comedias musicales eduardianas, así como por su participación en la importación del cabaret y la revista a la escena londinense.  

## Vida y carrera
Nacido en Londres, Inglaterra, era el hijo mayor del famoso actor y escritor George Grossmith y de su esposa, Emmeline Rosa Noyce. Su hermano fue el actor Lawrence Grossmith.  
Grossmith estudió en el University College School de Londres y en París, Francia, teniendo sus padres la esperanza de que hiciera la carrera militar, algo que finalmente no ocurrió. En 1895 Grossmith se casó con la actriz de comedia musical y de género burlesco Gertrude Elizabeth "Cissie" Rudge (1873–1951), cuyo nombre artístico era Adelaide Astor, y que era una de las cinco Rudge Sisters, siendo Letty Lind la más famosa de ellas. El matrimonio tuvo tres hijos, Ena Sylvia Victoria (1896–1944), que fue actriz teatral y cinematográfica; George (1906-c.2000), director teatral; y Rosa Mary (1907-1988).

### Carrera inicial
Grossmith hizo su primer papel en un musical a los 18 años de edad, en una colaboración de su padre con W. S. Gilbert, Haste to the Wedding. Después interpretó varios pequeños papeles cómicos, uno de ellos en la obra The Baroness (1892).
La gran oportunidad de Grossmith llegó en Morocco Bound (1893), obra en la cual asentó su estilo de interpretación. A ésta siguieron otras actuaciones, en obras como Go-Bang (1894, como Augustus Fitzpoop) y en la producción de George Edwardes de A Gaiety Girl (1893, como Major Barclay). También participó en Pick-me-up, representada en el Teatro Trafalgar Square en 1894 junto a Jessie Bond y Letty Lind. Edwardes contrató a Grossmith para que hiciera el papel de Bertie Boyd en el éxito musical The Shop Girl (1894). El actor, entonces con 21 años de edad, escribió la letra de la canción "Beautiful, bountiful Bertie," interpretada por su personaje y que él popularizó en Londres y Nueva York.
Grossmith dejó el teatro musical durante unos tres años, actuando en comedias, pero volvió al género en 1898 con Little Miss Nobody y después como Marco Antonio en la burlesca Great Caesar (1899), obra escrita por Grossmith con música compuesta por Paul Rubens. La pieza no tuvo éxito y, tras ella, escribió otra, The Gay Pretenders (1900), que incluía papeles para él mismo y para su padre, y que fue representada sin demasiado éxito en Teatro Globe con un reparto en el que también aparecían John Coates, Frank Wyatt, Letty Lind y Richard Temple.
Grossmith después volvió a la compañía de Edwardes como primer cómico, viajando con la obra Kitty Grey, y protagonizando más adelante en el Teatro Gaiety The Toreador (1901). Grossmith escribió algunas de sus letras ("Archie") pero su mayor éxito lo consiguió con la canción de Rubens "Everybody's Awfully Good to Me." Después trabajó en The School Girl (1903), viajando posteriormente por los Estados Unidos representándola, pero la mayor parte de los siguientes doce años los pasó actuando en el Gaiety llegando a ser una de las primeras estrellas del período eduardiano.  Entre sus papeles de esos años se incluyen el de Guy Scrymgeour en The Orchid (1903), Gustave Babori en The Spring Chicken (1905), Genio de la lámpara en The New Aladdin (1906), Otto, el príncipe, en The Girls of Gottenberg (1907), Hughie en Our Miss Gibbs (1909), Auberon Blowand en Peggy (1911) y Lord Bicester en The Sunshine Girl (1912). Con frecuencia trabajó en estas obras junto al diminuto cómico Edmund Payne
Grossmith coescribió la exitosa Havana (1908), mientras se mudaba a otro teatro de Edwardes para interpretar al Conde Lothar en A Waltz Dream. Grossmith participó en la composición de algunas de las piezas del Gaiety, usualmente adaptaciones de comedias francesas (como The Spring Chicken) o colaboraciones con otros escritores (como en The Girls of Gottenberg), pero escribió él solo el libreto de Peggy. Sus colaboraciones consistían básicamente en añadir chistes. Adaptó The Dollar Princess (1909) para los Estados Unidos (pero no para Londres) y también coescribió algunas de las primeras revistas londinenses, incluyendo Rogues and Vagabonds, Venus, Oh! Indeed, Hullo ... London! (1910), Everybody's Doing It, Kill That Fly!, Eight-pence a Mile, y Not Likely.  Además de escribir y actuar, a veces dirigía estas obras.

### Sus mejores años profesionales
En 1913 protagonizó The Girl on the Film en Londres y más tarde en Nueva York, donde se unió a Edward Laurillard, productor de su musical The Love Birds, para producir piezas teatrales y musicales. Junto a Laurillard llevó Potash and Perlmutter, de Montague Glass, a Londres en 1914, representándose una larga temporada en el Queen's Theatre. Después produjeron To-Night's the Night, basada en la farsa Pink Dominoes, estrenada en el Teatro Shubert de Broadway en 1914 (el primer show del Gaiety estrenado antes en Nueva York que en Londres) y en el Gaiety en 1915. 
Nuevamente en el Gaiety, Grossmith escribió, produjo y protagonizó Theodore & Co (1916), obra basada en una comedia francesa. Edwardes había fallecido en 1915, y Grossmith no estaba conforme con la oferta de una nueva dirección por parte de Alfred Butt y Robert Evett, ejecutor del patrimonio de Edwardes, motivo por el cual dejó el Gaiety y produjo tres éxitos, Mr Manhattan, Arlette (1917), y Yes, Uncle! (1917) en otros lugares. Su Oh! Joy (adaptación británica de Oh, Boy! , 1917) también fue un éxito. Además escribió la famosa serie de revistas The Bing Boys Are Here (1916), The Bing Boys are There (1917) y The Bing Boys on Broadway (1918). Grossmith ajustó su trabajo en todas estas producciones a su servicio naval en la Primera Guerra Mundial.
Grossmith y Laurillard construyeron su propio teatro, el New London (Winter Garden), en el lugar de un viejo music-hall en Drury Lane. Inauguraron el teatro en 1919, interpretando Grossmith y Leslie Henson Kissing Time (1919, con libreto de P. G. Wodehouse y Guy Bolton y música de Ivan Caryll), seguida por A Night Out (1920; libro de Arthur Miller, música de Willie Redstone y letras de Clifford Grey). Grossmith y Laurillard también dirigieron el Teatro Apollo en 1920 (habían producido The Only Girl ahí en 1916 y Tilly of Bloomsbury en 1919). Pero la expansión de sus operaciones fue la causa de que Grossmith y Laurillard finalizaran su asociación, quedando Grossmith con el del New London.
Grossmith se asoció al antiguo colaborador de Edwardes, Pat Malone, para producir una serie de adaptaciones de shows importados en el Winter Garden entre 1920 y 1926: Sally (1921), The Cabaret Girl (1922, escrito por Wodehouse con música de Jerome David Kern, The Beauty Prize (1923, con Wodehouse y Kern), una reposición de To-Night's the Night (1923), Primrose (1924, con música de George Gershwin), Tell Me More (1925, con letras de Thompson y música de George Gershwin) y Kid Boots (1926 con música de Harry Tierney), muchas de ellas interpretadas por Leslie Henson. Grossmith coescribió algunas de las piezas representadas, dirigió muchas de sus propias producciones e interpretó otras varias, destacando su papel de Otis en Sally. Varias de las últimas producciones no fueron rentables, por lo que Grossmith y Malone finalizaron su colaboración.
Grossmith también coprodujo la adaptación concebida por Oscar Asche de Eastward Ho!, Baby Bunting (ambas en 1919) y Faust on Toast (1921) en otros teatros. Al mismo tiempo, en los primeros años veinte, aunque actuaba con menor frecuencia en sus shows del Winter Garden, siguió actuando en espectáculos de otros productores, como La Reine s' amuse (The Naughty Princess, 1920) y No, No, Nanette. En esa época, Grossmith también trabajó como asesor de la BBC. 

### Últimos años
A partir de 1926 Grossmith dejó de producir, pero siguió actuando, interpretando al Rey Christian en la pieza de Albert Szirmai Princess Charming (1926), producida por Robert Courtneidge en Nueva York, y The Five o'Clock Girl y Lady Mary (1928). En Nueva York en 1930, y más adelante en Londres, trabajó en la obra de Ralph Benatzky My Sister and I. También interpretó al menos diez filmes para London Film Productions Ltd. en la década de 1930.
En 1931-32 Grossmith fue director del Teatro Drury Lane, produciendo The Land of Smiles y Cavalcade, pero lo dejó en 1932 para dedicarse al cine. En los años treinta Grossmith actuó en varias películas, escribiendo el guion en dos de ellas. En 1933, fue Touchstone en una producción de Como gustéis representada en el Regent's Park Open Air Theatre. Y, también en 1933, escribió unas memorias tituladas G. G.
George Grossmith, Jr. falleció en Londres en 1935, a los 61 años de edad.

## Filmografía
Como actor
- A Gaiety Duet (1909) .... Honorable Hugh
- The Argentine Tango and Other Dances (1913)
- Women Everywhere (1930) .... Aristide Brown
- Those Three French Girls (1930) .... Conde de Ippleton
- Are You There? (1930) .... Duque de St. Pancras
- Service for Ladies (1932) .... Mr. Westlake
- Wedding Rehearsal (1932) .... Conde de Stokeshire
- Homme à l'Hispano, L' (1933) (como Georges Grossmith) .... Lord Oswill
- Épervier, L' (1933) .... Erik Drakton
- The Girl from Maxim's (1933) .... El general
- Châtelaine du Liban, La (1934) .... El coronel Hobson
- Princess Charming (1934) .... Rey de Aufland

Como compositor
- Women Everywhere (1930) (letras: "All the Family")

Como guionista
- Women Everywhere (1930)
- Wedding Rehearsal (1932)